# Кумыкин, Павел Николаевич
Павел Николаевич Кумыкин (27 февраля (12 марта) 1901, пос.Серпейск, Мещовский уезд, Калужская губерния, Российская империя — 30 июня 1976, Москва, РСФСР, СССР) — советский государственный деятель, министр внешней торговли СССР (1951—1953).

## Биография
В 1924 г. окончил вечернее отделение внешних сношений факультета общественных наук 1-го Московского государственного университета по специальности — экономист
С 1920 г. — начальник политико-просветительного отделения Серпуховского гарнизона.
В 1921 г. — заведующий отделом, секретарь Серпуховского уездного комитета РКП(б). После исключения из партии в 1921 г. за некоммунистические поступки с правом вступления в партию через год, работал политинспектором 2-й трудовой бригады в Москве.
С 1924 г. — в Главном таможенном управлении наркомата торговли СССР: консультант, помощник начальника отдела по борьбе с контрабандой, с 1928 г. — начальник отдела по борьбе с контрабандой и бандитизмом.
- 1930—1931 гг. — заведующий контрольным бюро и заместитель управляющего секретариатом наркомата торговли СССР, затем наркомата снабжения СССР.
- 1931—1934 гг. — заведующий экспортной группой, помощник начальника и заместитель начальника иностранного сектора наркомата снабжения СССР.
- 1934 г. — начальник иностранного сектора наркомата снабжения СССР.
- 1934—1939 гг. — начальник иностранного сектора наркомата пищевой промышленности СССР.
- январь-март 1939 г. — начальник иностранного сектора наркомата рыбной промышленности СССР.
- 1939—1943 гг. — начальник Восточного управления наркомата внешней торговли СССР и член коллегии наркомата.
- 1943—1948 гг. — начальник отдела, а затем Управления торговых договоров наркомата (с марта 1946 г. — министерства) внешней торговли СССР — член коллегии.
- 1948—1949 гг. — заместитель министра и одновременно, начальник Управления торговых договоров министерства внешней торговли СССР.
- 1949—1951 гг. — первый заместитель министра,
- 1951—1953 гг. — министр внешней торговли СССР.
- март-август 1953 г. — заместитель министра внутренней и внешней торговли СССР.
- 1953—1969 гг. — заместитель министра внешней торговли СССР, одновременно представитель СССР в Совете Экономической Взаимопомощи.

Член РКП(б), ВКП(б) в 1919—1921 гг. и с 1927 г. Кандидат в члены ЦК КПСС в 1952—1966 гг.
С мая 1969 г. персональный пенсионер союзного значения.

## Награды и звания
Награждён двумя орденами Ленина, четырьмя орденами Трудового Красного Знамени.